# Lontung Dolok
Lontung Dolok is een bestuurslaag in het regentschap Tapanuli Utara van de provincie Noord-Sumatra, Indonesië. Lontung Dolok telt 833 inwoners (volkstelling 2010).